# تاريخ الحاسوب 1950-1979
تاريخ الحاسوب 1950-1979 يعرض هذا المقال تسلسلاً زمنيًا للأحداث التي شهدها تاريخ الحوسبة من عام 1950 إلى عام 1979. للحصول على سرد يوضح التطورات الإجمالية، انظر موضوعي تاريخ أجهزة الكمبيوتر وتاريخ علم الكمبيوتر ذوي الصلة.
التسلسلات الزمنية للحوسبة: 2400 ق م - 1949، 1980 – 1989، 1990 – 1999، 2000 – 2009.

## حقبة الخمسينات
| التاريخ        | المكان                     | الحدث |
| -------------- | -------------------------- | --- |
| سبتمبر 1950    | ألمانيا                    | باع كونراد سوزه ماكينة Z4 للمعهد الفيدرالي السويسري. |
| 1950           | المملكة المتحدة            | اختبار تورنغ – قام عالم الرياضيات البريطاني والرائد في مجال الكمبيوتر آلان تورنغ بنشر ورقة بحثية تصف التطور المحتمل لذكاء البشر والكمبيوتر وعالم الاتصالات. وقد أطلق على هذه الورقة البحثية في وقت لاحق اسم اختبار تورنغ. |
| 1950           | المملكة المتحدة            | بدأ تشغيل الكمبيوتر Pilot ACE، والذي يشتمل على أنابيب تفريغ هوائي وخطوط إعاقة من الزئبق لذاكرته الرئيسية، في 10 مايو 1950 بالمعمل الفيزيائي الوطني بالقرب من لندن. ولقد كان هذا الكمبيوتر يعد هو الإصدار التمهيدي من الإصدار ACE الكامل، والذي صممه آلان تورنغ. |
| 1950           | الولايات المتحدة الأمريكية | موضوع الغلاف في مجلة التايمز عن الكمبيوتر الذي أنتجته جامعة هارفارد "MarkIII: هل بإمكان البشر صناعة رجل خارق؟" وقد شمل اقتباسًا عن هوارد آيكن، علّق فيه على الآلات الحاسبة (أجهزة الكمبيوتر) التي كانت قيد الإنشاء في ذلك الحين: "علينا التفكير في مشكلات أكبر قد تواجهنا إذا ما كنا نرغب في إبقائها مشغولة". |
| 1951           | الولايات المتحدة الأمريكية | بدأ تشغيل الكمبيوتر التلقائي المتغير الإلكتروني المعروف باسم الحاسوب الإلكتروني الذاتي ذو المتغير المنفصل ‏. |
| 30 مارس 1951   | الولايات المتحدة الأمريكية | تم طرح أول كمبيوتر ناجح على النطاق التجاري، الكمبيوتر التلقائي العام المعروف باسم يونيفاك، وقد كان كذلك أول كمبيوتر يقوم بمعالجة الأغراض العامة- حيث صُمم لمعالجة كلٍ من المعلومات النصية والرقمية. وقد قام بتصميمه كلٌ من ج بريسبر إيكيرت وجون ماوكلي، اللذان تحولت شركتهما بعد ذلك لتصير رمينجتون راند. وقد مثّل تنفيذ هذه الماكينة البداية الحقيقة لعهد الكمبيوتر. وقد سلمت شركة ريمنجتون راند أول ماكينة UNIVAC إلى مكتب التعداد في الولايات المتحدة. وقد استخدمت هذه الماكينة شريطًا مغناطيسيًا لإدخال المعلومات.                                                               |
| 21 إبريل 1951  | الولايات المتحدة الأمريكية | بدأ تشغيل جهاز دوامة هوائية، وهو أول جهاز كمبيوتر يعمل في الوقت الفعلي وتم تصميمه لدى معهد ماساتشوستس للتقنية (MIT) بواسطة فريق عمل يقوده جاي فورستر لصالح نظام الدفاع الجوي في الولايات المتحدة. يعد هذا الكمبيوتر أول جهاز يسمح بإجراء الحوسبة التفاعلية، حيث سمح للمستخدمين بالتفاعل معه عبر لوحة مفاتيح وأنبوب يعمل بشعاع الكاثود. وقد تم تطوير تصميم Whirlwind في وقت لاحق إلى بيئة أساسية شبه تلقائية يُطلق عليها اسم SAGE، وهي عبارة عن نظام شامل لأجهزة الكمبيوتر التي تعمل في الوقت الفعلي والمستخدمة للإنذار المبكر من الهجمات الجوية.                                |
| 17 نوفمبر 1951 | المملكة المتحدة            | سطرت شركة جي ليونز، وهي شركة أطعمة في المملكة المتحدة تشتهر بنوع الشاي الذي تنتجه، التاريخ عندما قامت بتشغيل أول تطبيق تجاري على كمبيوتر إلكتروني. حيث تم تشغيل نظام جدول رواتب على Lyons Electronic Office (LEO) وهو نظام كمبيوتر قام بتصميمه موريس ويلكيز والذي سبق له أن عمل على الآلة الحاسبة التلقائية للتخزين المتأخر الإلكتروني والمعروفة باسم EDSAC. |
| خريف 1951      | المملكة المتحدة            | تم تشغيل أقدم تسجيلات معروفة من الموسيقى التي يتم إنتاجها عبر الكمبيوتر على جهاز الكمبيوتر Ferranti Mark 1. يعد Mark 1 هو الإصدار التجاري من الماكينة Baby التي أنتجتها جامعة مانشستر. وقد قام كريستوفر ستراتشي بكتابة برنامج الموسيقى. |
| 1951           | الولايات المتحدة الأمريكية | EDVAC (كمبيوتر مُتغير إلكتروني). أول جهاز كمبيوتر يستخدم شريطًا مغناطيسيًا. تمكن EDVAC من تحميل برامج جديدة من الشريط. ولأنه أحد مقترحات جون فون نيومان، فقد تم تركيبه في معهد الدراسات المتقدمة، في مدينة برينستون، بالولايات المتحدة الأمريكية. |
| 1951           | أستراليا                   | تم استخدام الكمبيوتر التلقائي لمجلس الأبحاث العلمية والصناعية والمعروف باسم CSIRAC لتشغيل الموسيقى – وكانت تلك هي أول مرة يتم فيها استخدام كمبيوتر كأداة موسيقية. |
| 1951           | الولايات المتحدة الأمريكية | اخترعت جريس موراي هوبر المحول البرمجي عالي المستوى A-0. |
| 1952           | الولايات المتحدة الأمريكية | اكتمل إنشاء الماكينة IAS في معهد الدراسات المتقدمة، بمدينة برينستون، بالولايات المتحدة الأمريكية (بواسطة فون نيومان وآخرين). |
| 1953           | المملكة المتحدة            | أكمل فريق جامعة مانشستر إنشاء أول كمبيوتر يعمل بواسطة الترانزستور. |
| 1953           | الولايات المتحدة الأمريكية | تم تعيين شركة آرثر أندرسون لتتولى مهمة برمجة جدول الرواتب لمنشأة التصنيع Appliance Park التابعة لشركة General Electric (GE) بالقرب من مدينة لويسفيل، في ولاية كنتاكي، بالولايات المتحدة الأمريكية. ونتيجة لذلك، اشترت شركة GE جهاز UNIVAC I والذي صار بعد ذلك أول جهاز كمبيوتر تجاري على الإطلاق في الولايات المتحدة. وكان جو جليكاوف يحتل منصب مدير قائد المشروع في شركة آرثر أندرسون للشراكة مع GE. |
| 1953           | العالم                     | تقديرات بوجود 100 جهاز كمبيوتر على مستوى العالم. |
| 1953           | الولايات المتحدة الأمريكية | تم إنشاء ذاكرة ذات نواة مغناطيسية. |
| 1954           | الولايات المتحدة الأمريكية | بدأ جون باكوس وفريقه بشركة IBM العمل على FORTRAN (FORmula TRANslation)، وهو أول تطوير للغة برمجة عالية المستوى. |
| 1954           | الولايات المتحدة الأمريكية | تم عقد أول مؤتمر حول الذكاء الاصطناعي في جامعة دارتماوث بولاية نيوهامشاير. |
| 1956           | الولايات المتحدة الأمريكية | تم تصميم الآلة الحاسبة البحثية للمعدات الحربية البحرية والمعروفة باسم NORC لصالح القوات البحرية الأمريكية. |
| 1956           | الولايات المتحدة الأمريكية | قدمت شركة Bendix Corporation جهاز الكمبيوتر Bendix G-15 |
| 1956           | هولندا                     | قام ادسخر ديكسترا بابتكار خوارزمية فعالة لأقصر المسارات في الرسومات البيانية كإعلان للقدرات التي يتمتع بها كمبيوتر ARMAC. وكان المثال المستخدم هو نظام السكك الحديدية في هولندا. وقد اختيرت تلك المشكلة تحديدًا لإمكانية شرحها والتحقق من نتائجها بسرعة. وعلى الرغم من أن هذا العمل هو أهم شيء سيتذكر الكثيرون ديجكسترا من أجله، إلا أن الرجل أسهم بالكثير في عدة مجالات في الحوسبة – فعلى وجه التحديد سيذكر الكثيرون الرجل للأعمال التي أنجزها بشأن المشكلات ذات الصلة بالتزامن، مثل اختراع السيمافور.                                                                         |
| 1957           | الولايات المتحدة الأمريكية | طرحت شركة IBM أول طابعة نقطية. |
| 1957           | الولايات المتحدة الأمريكية | انتهت عملية تطوير FORTRAN. راجع عام 1954. |
| 1957           | الولايات المتحدة الأمريكية | «لقد طُفت أنحاء هذه البلد طولاً وعرضًا وتحدثت مع النخبة فيها، ويمكنني أن أؤكد لك أن معالجة البيانات ليست سوى موضة لن تستمر حتى نهاية العام.» – كبير محرري الكتب التجارية بدار النشر برنتيس هول [الإنجليزية]. |
| 1958           | الولايات المتحدة الأمريكية | تم تطوير لغة البرمجة LISP (مترجمة). تم الانتهاء منها في عام 1960. وLISP عبارة عن اختصار لمصطلح LISt Processing أو معالجة LISt. وقد استُخدمت في تطوير A.I.. وقد قام بتطويرها جون مكارثي في معهد ماساتشوستس للتقنية. |
| 12 سبتمبر 1958 | الولايات المتحدة الأمريكية | اخترع جاك كيلبي في شركة Texas Instuments الدائرة المتكاملة. عمل روبرت نويس، الذي أسس فيما بعد شركة إنتل، على هذا الاختراع بشكل منفصل. وقد نجحت في Intel لاحقًا على إنجاز المعالج الدقيق. وقدمت طلبًا للحصول على براءة اختراع في عام 1959 وحصلت عليها في عام 1964. ولم تقبل اليابان ببراءة الاختراع هذه لذا كان بإمكان الشركات اليابانية أن تتفادى سداد أية رسوم، ولكن في عام 1989 - بعد نزاع قانوني دام لمدة 30 عامًا - منحت اليابان براءة الاختراع للشركة؛ وبذلك دفعت كل الشركات اليابانية الرسوم حتى عام 2001 - وبعد فترة طويلة صارت براءة الاختراع مهملة في جميع أنحاء العالم. |
| 1959           | العالم                     | يُنظر لأجهزة الكمبيوتر المصنوعة في الفترة بين عامي 1959 و1964 على أنها أجهزة كمبيوتر من "الجيل الثاني"، ونظرًا لأنها تستند في تركيبتها إلى الترانزستور والدوائر المطبوعة – أدى ذلك إلى إنتاج أجهزة كمبيوتر أصغر حجمًا. ولمزيد من الفاعلية، كان بمقدور الجيل الثاني من أجهزة الكمبيوتر معالجة محولات برمجية للغات مثل FORTRAN (للعلوم) أو COBOL (للتجارة)، والتي كانت تقبل بالأوامر المماثلة للإنجليزية، مما جعلها أكثر مرونة في الاستخدام. |
| 1959           | الولايات المتحدة الأمريكية | قامت جريس موراي هوبر باختراع لغة COBOL (وهي اختصار لمصطلح COmmon Business-Oriented Language أو لغة عامة تركز على التجارة) لتخلف لغة FLOW-MATIC، وقد انتهى العمل فيها في عام 1961.. |
| 1959           | الاتحاد السوفيتي           | بدأت عملية تطوير وإنتاج حاسوب Minsk الكبير في الاتحاد السوفيتي. وانتهت في عام 1975. |

## حقبة الستينات
| التاريخ                                                          | المكان                                  | الحدث |
| ---------------------------------------------------------------- | --------------------------------------- | --- |
| 1960                                                             | الولايات المتحدة الأمريكية أوروبا       | تم طرح لغة الخوارزمية ALGOL، وهي أول لغة برمجة منظمة متعلقة بالإجراءات. |
| 1960                                                             | المملكة المتحدة                         | تم طرح أول محول حسابي. |
| 1960                                                             | الصرب                                   | تم تصنيع جهاز CER-10، وهو أول كمبيوتر يستند في تركيبه إلى أنبوب تفريغ هواء في معهد ميهايلو بوبين في صربيا، وهو أول جهاز كمبيوتر في جمهورية يوغوسلافيا الاشتراكية الاتحادية. |
| 1960                                                             | رومانيا                                 | تم تصنيع MECIPT-1، وهو أول جهاز كمبيوتر يستند في تركيبه إلى أنبوب تفريغ هواء، في جامعة التقنيات المتعددة في تيميشوارا، ويعد هذا أول جهاز كمبيوتر في رومانيا. وقد بدأ العمل فيه في عام 1956 من قِبل إيوزيف كوفمان ويلهيلم لويوينفيلد وفازيلي بالتاك. |
| 1961                                                             | الولايات المتحدة الأمريكية              | أصدر كينيث إيفرسون في شركة IBM لغة البرمجة مختبر الفيزياء التطبيقية. |
| 1962                                                             | المملكة المتحدة                         | أكمل فريق جامعة مانشستر تصنيع كمبيوتر ATLAS. قدمت تلك الماكينة الكثير من مفاهيم التصميمات الهندسية المعاصرة: التخزين المؤقت والمقاطعات والمعالجة المتوازية والذاكرة المتراكبة والذاكرة الظاهرية والترحيل. وقد كانت هذه الماكينة هي الأكثر فاعلية في العالم وقت إصدارها. |
| 1962                                                             | الولايات المتحدة الأمريكية              | بدأ العمل على تصنيع جهاز Linc، أحد بنات أفكار عالم الفيزياء ويسلي أ كلارك بمعهد ماساشوستس للتقنية في مايو 1961. وكان هذا هو أول نموذج أصلي لجهاز كمبيوتر حيث تدرج ليمر بأطوار تحسين وتطوير حتى يصل إلى المستخدم الفردي. وقد تم استخدامه لأول مرة في المعاهد الوطنية للصحة العقلية في مدينة بيثيسدا بولاية ماريلاند عام 1963. وينظر إليه البعض على أنه أول كمبيوتر شخصي. |
| 1962                                                             | الولايات المتحدة الأمريكية              | Spacewar!، هي أول لعبة كمبيوتر قام بكتابتها ستيف راسل الطالب بمعهد ماساشوستس للتقنية. تم تشغيل اللعبة على كمبيوتر DEC PAD-1، حيث كان المتنافسون يطلقون النار على سفن الفضاء لبعضهم البعض عن طريق إصدار مبكر من عصا التحكم. |
| 1962                                                             | ?                                       | تم تصميم الكمبيوتر AN/UYK-1 بحواف دائرية ليمر عبر باب الهبوط في غواصات الصواريخ الباليستية، كجزء من نظام Transit، وهو أول نظام ملاحة عبر الأقمار الصناعية. |
| 1963                                                             | الولايات المتحدة الأمريكية              | دوجلاس إنجلبارت يضع تصورًا للفأرة لم تكن الفأرة شائعة حتى عام 1983 عندما تم استخدامها مع نظام Macintosh من شركة Apple Computer ولم تتبنى شركة IBM تطويره حتى عام 1983 – على الرغم من أن أجهزة الكمبيوتر المتوافقة مثل Amstrad PC 1512 كانت مجهّزة بفأرة قبل هذا التاريخ. |
| 1964                                                             | الولايات المتحدة الأمريكية              | يُنظر لأجهزة الكمبيوتر التي تم تصنيعها بين عامي 1964 و1972 على أنها أجهزة كمبيوتر من "الجيل الثالث"، وتستند في تركيبها إلى أول دوائر مدمجة – مما يجعل منها ماكينات أصغر حجمًا. وتتمثل الأمثلة على تلك الماكينات في الحاسوب الضخم من الفئة IBM System/360، بينما بدأت أجهزة الكمبيوتر الصغيرة في فتح آفاق الحوسبة للشركات الصغيرة. |
| 1964                                                             | الولايات المتحدة الأمريكية              | طرحت شركة IBM لغة البرمجة PL/I. |
| 1964                                                             | الولايات المتحدة الأمريكية              | تم طرح System/360 من IBM – وهي أول فئة من أجهزة الكمبيوتر المتوافقة. وبحلول عام 1968 تم شحن ما يزيد عن 14000 كمبيوتر. |
| 1964                                                             | الولايات المتحدة الأمريكية              | بدأ العمل في المشروع MAC في معهد ماساشوستس للتقنية بواسطة جوزيف كارل روبنيت ليكليدر: سيتم توصيل العديد من أطراف التوصيل عبر حرم الجامعة بكمبيوتر مركزي، باستخدام آلية مشاركة الوقت. ويعد البريد الإلكتروني ولوحة النشرات من التطبيقات الشائعة. |
| 1964                                                             | الصرب                                   | طرح معهد ميهايلو بوبين جهاز CER-20 ليعمل كـ "ماكينة مسك دفاتر إلكترونية". |
| 1965                                                             | الولايات المتحدة الأمريكية              | كمبيوتر DEC PDP-8 الصغير. أول كمبيوتر صغير، من تصميم شركة Digital Equipment (DEC). وبلغت تكلفته 16000 دولارًا. |
| 1965                                                             | الولايات المتحدة الأمريكية              | أصدر جوردون مور قانون مور. والذي اقترح فيه بشكل أساسي زيادة تعقيد المعالج كل عام. صدر القانون في الذكرى الخامسة والثلاثين لإصدار مجلة Electronics. وقد تمت مراجعة القانون في عام 1975 لاقتراح مضاعفة التعقيد كل عامين. |
| 1965                                                             | الولايات المتحدة الأمريكية              | قام لطفي زادة (جامعة كاليفورنيا، بيركيلي) بتصميم منطق ضبابي، ويتم استخدامه لمعالجة البيانات التقريبية – مثل "100 تقريبًا". |
| 1965                                                             | الاتحاد السوفيتي                        | تم تصميم حاسوب BESM-6 الكبير في الاتحاد السوفيتي. |
| 1965                                                             | الولايات المتحدة الأمريكية              | قام كلٌ من توماس إ كورتز وجون جورج كيميني بتطوير لغة برمجة البيسيك BASIC (وهي اختصار لمصطلح Beginners All Purpose Symbolic Instruction Code أو كود تعليمات رمزي لجميع الأغراض للمبتدئين) في جامعة دارتماوث، بالولايات المتحدة الأمريكية لم يتم تطبيق لغة BASIC على أجهزة الكمبيوتر الدقيقة حتى عام 1975. وكانت هذه أول لغة يتم تصميمها لتستخدم في بيئة مشاركة الوقت، مثل DTSS (نظام دارتماوث لمشاركة الوقت)، أو نظام التشغيل الشامل العام واختصاره GCOS.                            |
| 1965                                                             | الولايات المتحدة الأمريكية              | تم تطوير تقنية تحويل الطرود بتمويل من ARPA. وقد جعل ذلك توصيل شبكات عبر أجهزة الكمبيوتر أمرًا ممكنًا. لم تتم أول عملية تسجيل من كمبيوتر لكمبيوتر حتى 21 نوفمبر 1969، وكان ذلك بين ستانفورد وجامعة كاليفورنيا في لوس أنجلوس. |
| 1965                                                             | الولايات المتحدة الأمريكية              | تم تطوير أول كمبيوتر فائق، الطراز CDC 6600 للتحكم في البيانات. |
| 1966                                                             | الولايات المتحدة الأمريكية              | دخلت شركة هوليت باكارد عالم أعمال الكمبيوتر للأغراض العامة بطرح الطراز HP-2115 للحوسبة، والذي يقدم القوة التي كانت تتمتع بها أجهزة الكمبيوتر الأكبر حجمًا. حيث قدم الدعم لنطاق عريض من اللغات، منها ALGOL وبيسيك BASIC وFORTRAN |
| 1966                                                             | الصرب                                   | أصدر معهد ميهايلو بوبين في صربيا الطراز CER-200 |
| 1967                                                             | الولايات المتحدة الأمريكية              | بدأت عملية تطوير لغة البرمجة باسكال، لتنتهي في عام 1971. حيث استندت إلى ALGOL. وقد قام نيكلاوس ويرث بتطويرها لتكون أداة بيداغوجي |
| 1967                                                             | الولايات المتحدة الأمريكية              | قام ديفيد نوبل من شركة آي بي إم باختراع أول قرص مرن، تحت إشراف ألان شوجارت، ليتم استخدامه مع نظام System/370. وقد تم سداد رسوم حقوق نشر الترخيص للدكتور يوشيرو ناكاماتسو في طوكيو، والذي ادعى أنه قد طرح فكرة لصناعة القرص المرن في عام 1950. |
| 1967                                                             | الصرب                                   | قام معهد ميهايلو بوبين في صربيا، بجمهورية يوغوسلافيا الاشتراكية الاتحادية، بتصنيع جهاز CER-200، وهو أول جهاز كمبيوتر يستند في تركيبه إلى الترانزستور. |
| 1968                                                             | الولايات المتحدة الأمريكية              | أسس روبرت نويس وبعض من أصدقائه شركة إنتل. |
| 1968                                                             | الولايات المتحدة الأمريكية              | قام سيمور بابرت وفريق العمل في معهد ماساشوستس للتقنية بتطوير لغة اللوجو LOGO. |
| 1968                                                             | الولايات المتحدة الأمريكية              | \| ” \| ولكن ماالفائدة ... التي تعود من ورائها? \| “ \| \| —مهندس بقسم الحوسبةالمتطورة بشركة IBM معلقا على الشريحة الدقيقة. \| \| \| |
| 9 ديسمبر 1968                                                    | الولايات المتحدة الأمريكية              | دوجلاس إنجلبارت يعلن عن الحوسبة التفاعلية، في مؤتمر الكمبيوتر المشترك في الخريف بسان فرانسيسكو: الفأرة والنوافذ على الشاشة والنص الفائق ومعالجة الكلمات على الشاشة بالكامل. |
| 1969                                                             | الولايات المتحدة الأمريكية              | بدأت وزارة الدفاع الأمريكية في إنشاء شبكة وكالة مشاريع بحثية متطورة واسمها أربانت لإجراء أبحاث عن الشبكات. إنها الأساس الأصلي لما يُشكّل الآن شبكة الإنترنت. وقد تم فتحه للمستخدمين من غير العسكريين في وقت لاحق بحقبة السبعينات وصارت الكثير من الجامعات والشركات الكبيرة لها تواجد على الإنترنت. |
| 7 إبريل 1969                                                     | الولايات المتحدة الأمريكية              | تم نشر أول طلب تعليقات، RFC 1. وتعد RFC (مجموعة عمل الشبكة، طلب التعليقات) عبارة عن سلسلة من الورقات التي يتم استخدامها لتطوير بروتوكولات الشبكات وتعريفها؛ وتشكل في الأصل الأساس لأربانت، ويتم تطبيق آلاف منها الآن على جميع جوانب الإنترنت. وتعمل جميعها على توثيق كل شيء متعلق بالطريقة التي ينبغي أن تعمل بها شبكة الإنترنت وأجهزة الكمبيوتر، سواء كانت شبكات تستخدم بروتوكول TCP/IP أو كيفية كتابة عناوين البريد الإلكتروني فستكون هناك مجموعة من طلبات التعليقات تصف ذلك.    |
| 1969                                                             | ?                                       | مقدمة حول معيار RS-232 (واجهة تسلسلية) بواسطة EIA (رابطة الصناعات الإلكترونية)، وهي واحدة من أقدم الواجهات التسلسلية التي لا تزال قيد الاستخدام حتى يومنا هذا. |
| 1969                                                             | الولايات المتحدة الأمريكية              | قامت شركة Data General بشحن عدد إجمالي من أجهزة الكمبيوتر Nova يبلغ 50000 جهاز يصل سعر الواحد إلى 8000 دولار. وكان Nova هو أول كمبيوتر صغير يعمل بنظام 16 بت وفتح الطريق أمام أطوال الكلمات التي كانت عبارة عن مضاعفات لـ 8 بت بايت. كما كان أول جهاز يستخدم دوائر تكامل على نطاق متوسط (MSI) من إنتاج شركة Fairchild Semiconductor، حيث لحقته طرز تستخدم دوائر تكامل على نطاق كبير (LSI). وجدير بذلك كذلك أن المعالج المركزي بأكمله كان يوجد داخل لوحة دائرة مطبوعة بحجم 15 بوصة. |
| ”                                                                | ولكن ماالفائدة ... التي تعود من ورائها? | “ |
| —مهندس بقسم الحوسبةالمتطورة بشركة IBM معلقا على الشريحة الدقيقة. |                                         | |

## حقبة السبعينات
| التاريخ                                                                      | المكان                                               | الحدث |
| ---------------------------------------------------------------------------- | ---------------------------------------------------- | --- |
| أكتوبر 1970                                                                  | الولايات المتحدة الأمريكية                           | قدمت Intel أول شريحة ذاكرة وصول عشوائي (RAM) ديناميكية. وقد أطلق عليها اسم 1103 وكانت سعتها تتراوح من 1 كيلوبت إلى 1024 بت. |
| 1970                                                                         | الولايات المتحدة الأمريكية                           | بدأت عملية تطوير نظام التشغيل يونكس UNIX. كان قد تم طرحه في وقت لاحق في صورة كود مصدر C بهدف المساعدة على توفير إمكانية التنقل، وتوفر الكثير من الإصدارات اللاحقة لأجهزة الكمبيوتر المختلفة، بما في ذلك كمبيوتر IBM الشخصي. ولا تزال النسخ الخاصة بها (مثل GNU/Linux) قيد الاستخدام على نطاق واسع على خوادم الشبكات ومحطات العمل العلمية. وكان قد تم تطويره في الأصل بواسطة كين طومسون ودينيس ريتشي. |
| 1970                                                                         | الولايات المتحدة الأمريكية                           | تم تطوير لغة البرمجة Forth. وتتسم بتصميم بسيط ونظيف شكّل مصدر فيما بعد للوصول إلى ماكينة جافا وPostScript الظاهرية. |
| يونية 1970                                                                   | الولايات المتحدة الأمريكية                           | أكمل ستيف جيلر وراي هولت بمساعدة فريق من شركتي AiResearch وAmerican Microsystems تطوير مجموعة شرائح معالج دقيق متوازية سعة 20 بت لصالح المقاتلة النفاثة F-14A Tomcat التابعة لسلاح البحرية الأمريكية. وقد استخدم المعالج شرائح LSI لإنتاج كمبيوتر سريع وقوي وفعال وقابل للبرمجة يمكن تركيبه في المساحة بالغة الضيق بالطائرة. وقد استملت أكبر شريحة LSI على ما يعادل 3268 ترانزستور. |
| يونية 1970                                                                   | الولايات المتحدة الأمريكية                           | قامت CTC بإنشاء Datapoint 2200، وهو عبارة عن طرف توصيل قابل للبرمجة يشغل مساحة أقل. وقد وفرت وحدة المعالجة المركزية CPU متعددة الشرائح به أساسًا لإنتاج Intel 8008؛ وقد اشتمل على شاشة ومحرك شرائط مدمجين، وكان النظام بالكامل يشغل مساحة تعادل تقريبًا مساحة آلة كاتبة من النوع IBM Selectric. وسريعًا ما بدأ المستخدمين في التعامل مع النظام على أنه كمبيوتر كمبيوتر مستقل؛ وهذه الوحدة هي أقدم ما عُرف ومن ثم فهي تمثل وبشدة أجهزة الحاسوب الشخصي في حقبة الثمانينات وما يليها.                                            |
| 1971                                                                         | الولايات المتحدة الأمريكية                           | قام راي طوملينسون بتطوير أول برنامج يمكنه إرسال رسائل بريد إلكتروني من كمبيوتر لآخر. |
| 15 نوفمبر 1971                                                               | الولايات المتحدة الأمريكية                           | تم طرح أول معالج دقيق، المعالج 4004، والذي تم تطويره بواسطة فريق من شركة Intel.يشتمل على ما يعادل 2300 ترانزستور وكان معالجًا بسرعة 4 بت. وكانت قدرته تبلغ حوالي 60000 إرشاد في الثانية (0.06 مليون إرشاد في الثانية)، ويعمل بسرعة ساعة تبلغ 740 كيلو هرتز بحد أقصى. |
| 1971                                                                         | الولايات المتحدة الأمريكية                           | أصدرت شركة Texas Instruments أول آلة حاسبة إلكترونية محمولة. |
| 1971                                                                         | الصرب                                                | أصدر معهد ميهايلو بوبين في صربيا نظام HRS-100، وهو أول نظام كمبيوتر هجين. |
| 1972                                                                         | الولايات المتحدة الأمريكية                           | أسس كلٌ من نولان بوشنيل وتيد دابني شركة Atari، (انظر كذلك العام 1972). |
| 1972                                                                         | الولايات المتحدة الأمريكية                           | تم طرح لعبة بونغ Pong – وتُعرف على نطاق واسع بأنها أول لعبة فيديو مقلدة شائعة. وقام آلان ألكورن باختراعها. |
| 1972                                                                         | ?                                                    | تُعرف أجهزة الكمبيوتر التي تم إنتاجها بعد العام 1972 بأنها أجهزة كمبيوتر من "الجيل الرابع"، حيث تستند إلى دوائر LSI (التكامل على نطاق كبير) (مثل المعالجات الدقيقة) - وتحمل في العادة 500 مكون أو أكثر على الشريحة الواحدة. وطرأت بعد ذلك بخمس سنوات بعض التطورات شملت VLSI (التكامل على نطاق كبير للغاية) للدوائر المتكاملة - والتي تتألف في العادة من 10000 مكون. ويُنظر للجيل الرابع على أنه صالح للاستخدام حتى وقتنا هذا، ومنذ أن زادت قدرة الحوسبة ظلت التقنية الأساسية كما هي.                                        |
| 1972                                                                         | الولايات المتحدة الأمريكية                           | قام دينيس ريتشي بتطوير لغة البرمجة C في مختبرات بيل في الولايات المتحدة الأمريكية (ويعد الرجل أحد مخترعي نظام التشغيل Unix)، وقد جاءت لتخلف لغة البرمجة B - التي أنتجتها مختبرات بيل كذلك. إنها لغة شائعة للغاية، وعلى وجه الخصوص بالنسبة لبرمجة الأنظمة - نظرًا لما تتمتع به من مرونة وسرعة. وقد اعتبرت اللغة C تغييرًا مُحدثًا في صناعة الحوسبة نظرًا لأنها ساعدت على تقديم البرمجة المهيكلة. أما خليفة اللغة C واسمها C++، فقد قُدمت في حقبة الثمانينات، وقد ساعدت بدورها على دخول عهد البرمجة كائنية التوجه                 |
| 1972                                                                         | الولايات المتحدة الأمريكية                           | طرحت شركة هوليت باكارد أول آلة حاسبة علمية محمولة باليد، حيث صار بالإمكان في نهاية الأمر التخلص من مسطرة المهندس. |
| 1 إبريل 1972                                                                 | الولايات المتحدة الأمريكية                           | طرحت Intel المعالج الدقيق 8008. |
| 1972                                                                         | الولايات المتحدة الأمريكية                           | تم إنشاء أول وصلات دولية لأربانت. صارت أربانت بعد ذلك الأساس لما نُطلق عليه الآن اسم الإنترنت. |
| 1972                                                                         | النرويج                                              | أصدرت شركة Norsk Data جهاز Nord-5 ، أول كمبيوتر فائق الصغر فئة 32 بت. |
| 1973                                                                         | الولايات المتحدة الأمريكية                           | قامت مجموعة يرأسها فينتون سيرف وروبرت إ خان بتطوير مجموعة بروتوكولات TCP/IP. وتلك هي البروتوكولات التي يتم استخدامها على الإنترنت. |
| 1973                                                                         | فرنسا                                                | قام ألين كروميلو بتطوير لغة البرمجة برولوغ Prolog في جامعة لوميني – مارسيليا بفرنسا. وقد قدمت نموذجًا للبرمجة المنطقية ويتم استخدامها في العادة لبرمجة AI والأنظمة الخبيرة. |
| 1973                                                                         | الولايات المتحدة الأمريكية                           | قدمت الآلة الكاتبة على التلفاز، التي صممها دون لانكستر، أول شاشة معلومات هجائية رقمية على شاشة تلفاز عادية. وقد استخدمت مكونات إلكترونية بقيمة 120 دولارًا. وقد اشتمل التصميم الأصلي على لوحتي ذاكرة وبإمكانها إنشاء وتخزين 512 حرف في 16 سطرًا يتألف كل منها من 32 حرف. كما وفر شريط الكاسيت سعة 90 دقيقة مساحة تخزين تكميلية تسع ما يقرب من 100 صفحة من النصوص. |
| 1973                                                                         | الولايات المتحدة الأمريكية                           | تم تطوير شبكة إيثرنت، وقد صارت طريقة شائعة لتوصيل أجهزة الكمبيوتر الشخصية وأجهزة الكمبيوتر الأخرى ببعضها البعض – وذلك بهدف تمكين مشاركة البيانات، والأجهزة مثل الطابعات. ويُطلع على مجموعة من الماكينات المتصلة ببعضها البعض عبر تلك الطريقة شبكة محلية (LAN). |
| 1974                                                                         | ?                                                    | CLIP-4، أول كمبيوتر يتسم بهيكل متوازي. |
| 1974                                                                         | كندا                                                 | MCM/70، أول كمبيوتر شخصي يتم طرحة للتداول التجاري، من قِبل شركة Micro Computer Machines في كندا. وعلى الرغم من أنه كان يتمتع بشاشة بلازما وقابلية برمجة في لغة إيه بي إل عالية المستوى ولم يتجاوز وزنه 20 رطلاً، إلا أنه لم يصادف نجاحًا على المستوى التجاري. |
| 1 إبريل 1974                                                                 | الولايات المتحدة الأمريكية                           | تم طرح المعالج 8080. وكان يعمل بتردد يبلغ 2 ميجاهرتز وكان ينجز 0.64 مليون إرشاد في الثانية (MIPS). |
| 1974                                                                         | الولايات المتحدة الأمريكية                           | أعلنت شركة موتورولا عن طرح المعالج الدقيق MC6800 سعة 8 بت. ويتسم بسهولة تطبيقه مقارنة بالمعالج 8080 نظرًا لأنه لا يحتاج سوى مصدر إمداد بالطاقة فردي ليعمل ولا يحتاج لدعم الشرائح. وعلى النقيض من المعالج 8080، لم يتم بيعه كوحدة معالجة مركزية "لكمبيوتر/ماكينة أرقام" ذات غرض عام ولكن كمعالج مركزي للتحكم الصناعي وكمعالج طرفي. |
| 1974                                                                         | الولايات المتحدة الأمريكية                           | غادر المهندسان تشاك بيدلي ووبيل منستش شركة موتورولا بعد اكتمال العمل على وحدة المعالجة المركزية (CPU) 6800 وانضما لشركة MOS Technology, Inc |
| 9 أكتوبر 1974                                                                | المملكة المتحدة                                      | أطلقت ICL مجموعة جديدة من أجهزة الحاسوب الكبيرة، إنها الفئة ICL 2900 |
| ديسمبر 1974                                                                  | الولايات المتحدة الأمريكية                           | تم طرح الجهاز MITS Altair 8800، وهو ثالث جهاز كمبيوتر شخصي يتم طرحه للتداول التجاري. وفي ديسمبر 1974، دعا مقال بمجلة Popular Electronics المستخدمين لطلب مجموعة أدوات للكمبيوتر. وعلى الرغم من ذاكرته المحدودة (كانت تبلغ 256 بايت) وقدرة المعالجة المحدودة، تم طلب 200 جهاز في أول يوم فقط. وقد تم شحن 10000 كمبيوتر بسعر 397 دولار للواحد. وقد تم تطوير الناقل Altair في وقت لاحق ليصير الناقل القياسي في الصناعة، S100 bus                                                                                             |
| 1975                                                                         | الولايات المتحدة الأمريكية                           | أول تطبيق معالج دقيق للغة بيسيك BASIC من قِبل بيا جيتس وبول ألين، وقد تمت كتابته لصالح MITS Altair، أول كمبيوتر شخصي، وقد أدى ذلك لتأسيس شركة مايكروسوفت بنهاية العام. |
| 1975                                                                         | الولايات المتحدة الأمريكية                           | تم طرح نظام Unix بالأسواق (راجع العام 1970). |
| 1975                                                                         | النرويج                                              | شركة Mycron النرويجية تطرح جهاز MYCRO-1، أول كمبيوتر أحادي اللوحة. |
| 1975                                                                         | الولايات المتحدة الأمريكية                           | قام بيل جيتس وبول الين بتأسيس شركة مايكروسوفت. |
| 1975                                                                         | الولايات المتحدة الأمريكية                           | أطلقت شركة MOS Technology, Inc. وحدة المعالجة المركزية (CPU) 6501. وهي متوافقة مع المعالج 6800 من موتورولا، والذي أقيمت دعوى قضائية ضده. لذلك تم سحب 6501 من السوق بسرعة وحل محله 6502 الذي يتمتع بتصميم متوافق،" ولكن بشكلٍ ما متطابق إلى حد كبير مع 6501. وقد صار 6502 أحد أشهر وحدات المعالجة المركزية للسنوات العشر التالية ويتم استخدامه في كثير من أجهزة الكمبيوتر وأنظمة الألعاب (أشهرها Atari 2600 وApple II وCommodore PET, VIC-20 والكمبيوتر الصغير Acron Electron/BBC، ونظام Nintendo Entertainment System/NES. |
| 1975                                                                         | الولايات المتحدة الأمريكية                           | تم طرح كمبيوتر IBM 5100؛ مجهّزًا بلوحة مفاتيح مدمجة وشاشة ووحدة تخزين كبيرة السعة على شريط، لقد كان يمثل أجهزة الحاسوب الشخصي التي سيتم إنتاجها بعد ذلك بسنوات، على الرغم من عدم استخدامها لمعالج دقيق. |
| نوفمبر 1975                                                                  | الولايات المتحدة الأمريكية                           | تم تأسيس شركة Zilog بواسطة موظفين سابقين في شركة Intel. |
| 1 إبريل 1976                                                                 | الولايات المتحدة الأمريكية                           | تم تأسيس شركة Apple Computer, Inc. لتسويق جهاز الكمبيوتر أحادي اللوحة الذي قام بتصميمه ستيف فوزنياك وستيف جوبس. يستخدم الجهاز المعالج الدقيق MOS Technology 6502. |
| 1976                                                                         | الولايات المتحدة الأمريكية                           | طرحت شركة IBM أول طابعة ليزر – إنها الطابعة IBM 3800. تم طرح إصدارات الألوان الأولى في السوق في عام 1988. |
| 1976                                                                         | الولايات المتحدة الأمريكية                           | تم طرح الشريحة Intel 8085. وهي عبارة عن إصدار مُحسّن من 8080، مُجهّز بمجموعة فائقة من مجموعة إرشادات شرائح 8080 (فقط زوج من الإرشادات الإضافية). ومصدر إمداد بالطاقة فردي بجهد 5 فولت (بينما تحتاج 8080 لمصادر جهد كهربائي مختلفة ومتعددة). |
| 1976                                                                         | الولايات المتحدة الأمريكية                           | طرحت شركة Zilog الشريحة Z80. وهي عبارة عن مجموعة فائقة من الشريحة 8080 مزودة بسجلات وإرشادات إضافية، وتستخدم جهد كهربائي واحد فقط للإمداد بالطاقة. وقد تمت كتابة CP/M في الأصل من أجل الشريحة 8080، إلا أن الكثير من التطبيقات لجأت لاستخدام Z80. وكان Z80 هو معالج أجهزة الكمبيوتر المنزلية مثل Tandy TRS-80 الذي تم طرحه عام 1977، وSinclair ZX Spectrum الذي تم طرحه في عام 1982 والكثير غير ذلك. |
| 1976                                                                         | الولايات المتحدة الأمريكية                           | قدمت شركة MOS Technology, Inc. نظام الكمبيوتر الدقيق KIM-1 كإعلان عن وحدة المعالجة المركزية (CPU) 6502. |
| 1976                                                                         | الولايات المتحدة الأمريكية                           | اخترعت شركة Cray-1 الكمبيوتر الفائق على يد سيمور كراي. ترك الرجل العمل في شركة Control Data في عام 1972 ليؤسس شركته الخاصة. وقد اشتهرت تلك الماكينة بتصميمها الشبيه بحدوة الحصان وبكونها أول جهاز كمبيوتر فائق يستخدم أسلوب معالجة فيكتور بشكل عملي. وقد تم شحن 85 جهاز بتكلفة 5 ملايين دولار لكل واحد. |
| 1976                                                                         | الولايات المتحدة الأمريكية                           | شركة Commodore تشتري MOS Technology, Inc. في البورصة. وتبلغ قيمة MOS حوالي 12 مليون دولار. وقد التحق تشاك بيدلي للعمل بشركة Commodore ككبير مهندسين. وبشراء شركة MOS، بدأت Commodore في العمل على إنتاج كمبيوتر Commodore PET. |
| 1977                                                                         | الولايات المتحدة الأمريكية                           | شركة Commodore تطرح الكمبيوتر Commodore PET. والذي يأتي مجهّزًا بذاكرة وصول عشوائي (RAM) سعة 4 كيلوبايت أو 8 كيلوبايت، ومنصة كاسيت مدمجة وشاشة أحادية اللون مقاس 9 بوصات. |
| 1977                                                                         | الولايات المتحدة الأمريكية                           | \| ” \| لا يوجد سبب قد يدفع أي شخص لامتلاك كمبيوتر في منزله. \| “ \| \| —كين أولسين، مؤسس ورئيس ورئيس مجلس إدارة شركة Digital Equipment Corporation. \| \| \| |
| 5 يونية 1977                                                                 | الولايات المتحدة الأمريكية                           | تم طرح كمبيوتر Apple II الذي يستند في تركيبه إلى المعالج الدقيق 6502 من إنتاج شركة MOS Technology يعمل بسرعة 1 ميجاهرتز ومزود بذاكرة وصول عشوائي (RAM) سعة 4 كيلوبايت. ويتمتع الجهاز بهيكل مفتوح، كما استخدم رسومات ملونة، وواجهة كاسيت صوت لتحميل البرامج وتخزين البيانات. ولاحقًا، في يوليو 1978، تم توفير محرك أقراص مرنة مع واجهة مصممة بشكل أنيق. وقد تم إصدار واحد من الأمثلة الأولى على "التطبيق القاتل" من أجله برنامج جدول بيانات VisiCalc – في عام 1979.                                                         |
| أغسطس 1977                                                                   | الولايات المتحدة الأمريكية                           | قدمت شركة Tandy كمبيوتر TRS-80 المجهّز بلغة "Level I BASIC". وعلى الرغم من أن الجهاز يتمتع بإصدار 4K BASIC أولي (إصدار مُجرّد من المجال العام "Li-Chen Wang BASIC") والرسومات المطبقة إلا أنه سرعان ما صار الجهاز الأكثر مبيعًا. |
| سبتمبر 1977                                                                  | الولايات المتحدة الأمريكية                           | طرحت شركة Heathkit الكمبيوتر المنزلي H8. والذي استند في تركيبته إلى المعالج 8080a وتم شحنه مجهّزًا بـ HDOS وهو نظام تشغيل أقراص من Heathkit وBenton Harbor BASIC. |
| 1978                                                                         | الولايات المتحدة الأمريكية                           | قامت شركة Tandy بترقية TRS-80 بلغة "8K Level II BASIC" من مايكروسوفت محسنة بدرجة كبيرة، بالإضافة إلى "واجهة توسعة" والتي عملت على إضافة ذاكرة وصول عشوائي (RAM) سعة 23 كيلوبايت، بالإضافة إلى قرص مرن وواجهة طابعة. وبفضل تلك الإضافات صار الجهاز TRS-80 كمبيوتر شركات صغيرة حيوي. |
| 8 يونية 1978                                                                 | الولايات المتحدة الأمريكية                           | تقديم معالج Intel 8086 إصدار 16 بت، وهو أول معالج دقيق من الفئة x86. كانت الترددات المتاحة هي 5 و8 و10 ميجاهرتز، مع مجموعة إرشادات تتألف من حوالي 300 عملية. وقت طرحه، كان أسرع معالج 8086 هو الإصدار 8 ميجاهرتز والذي حقق 0.8 مليون إرشاد في الثانية واشتمل على 29000 ترانزستور. وعلى مدار ثلاثة عقود، ظل المعالج x86 هو بنية مجموعة التعليمات الأكثر شيوعًا والأعلى نجاحًا على المستوى التجاري في تاريخ الحوسبة الشخصية.                                                                                                  |
| 1978                                                                         | اليابان                                              | تم طرح لعبة الفيديو المقلدة "Space Invader"، لتطلق شرارة الهوس بألعاب الفيديو. وفي عام 1979، حققت لعبة Asteroids من إنتاج شركة Atari رواجًا مذهلاً. |
| 1979                                                                         | الولايات المتحدة الأمريكية                           | قدم جون إتشبياه وفريق العمل بشركة Honywell لغة البرمجة Ada لوزارة الدفاع الأمريكية. |
| 1 يونية 1979                                                                 | الولايات المتحدة الأمريكية                           | تم تقديم المعالج Intel 8088، المتوافق مع ناقل بيانات بسعة 8 بت – إلا أن ذلك جعله أرخص من أن يتم استخدامه في صناعة أجهزة الكمبيوتر. وقد تم استخدام معالجات Intel في الملايين من أجهزة الكمبيوتر المتوافقة مع كمبيوتر IBM الشخصي، وذلك نظرًا لاختياره في تركيبتها. |
| 1979                                                                         | المملكة المتحدة                                      | تم طرح كمبيوتر Commodre PET في المملكة المتحدة. ونظرًا لأنه يستند في تصميمه إلى معالج 6502 بسرعة 1 ميجاهرتز فقد تمكن من عرض النص أحادي اللون واشتمل على ذاكرة وصول عشوائي (RAM) بسعة 8 كيلوبايت. وقًدّر سعره بـ 569 دولارًا. ويمكن شراء إصدار يتمتع بذاكرة وصول عشوائي (RAM) بسعة 16 كيلوبايت مقابل 776 دولارًا، أما مقابل 914 دولارًا فيمكنك الحصول على ذاكرة وصول عشوائي (RAM) بسعة 32 كيلوبايت. |
| 1979                                                                         | هولندا واليابان                                      | تم اختراع القرص المضغوط. |
| 1979                                                                         | الولايات المتحدة الأمريكية                           | أصدرت شركة موتورولا المعالج الدقيق 68000، وهو أول معالج في المجموعة 68k. ويعد مرور خمس سنوات تم استخدامه في ماكينات مثل Apple Macintosh وAtari ST وCommodore Amiga. |
| 1979                                                                         | الولايات المتحدة الأمريكية                           | بعد فترة وجيزة من إصدار V7 Unix، والذي اشتمل على UUCP، وهو بروتوكول للاتصال عبر خطوط الهاتف القياسية، قام توم تراسكوت وجيم إليس بإنشاء Usenet، وهو نظام مجموعة نقاش عالمي. أما اليوم، فيتم استخدام بروتوكولات الإنترنت ولا يزال شائعًا. |
| 1979                                                                         | الولايات المتحدة الأمريكية                           | غادر أربعة من المبرمجين الذين ينتابهم الاستياء شركة Atari وأسسوا شركة Activision، وهي أول ناشر لبرامج ألعاب الفيديو الخاصة بجهات خارجية. وتقوم شركة Activision بالترويج لكلٍ من اللعبة والمبرمج، وبذلك تغير طريقة تسويق البرامج. |
| 1979                                                                         | الولايات المتحدة الأمريكية                           | كمبيوتر IBM الشخصي. شعرت IBM أن هيمنتها على سوق الكمبيوتر تتآكل بفعل أجهزة الكمبيوتر الشخصية الجديدة، مثل Apple II وCommodore PET. ولذا بدأت الشركة في العمل على إنتاج كمبيوتر شخصي خاص بها. وعند الانتهاء منه، تم طرح هذا الكمبيوتر ليكون كمبيوتر IBM الشخصي في 12 أغسطس 1981. |
| 1979                                                                         | الولايات المتحدة الأمريكية                           | أصدرت شركة Texas Instruments الكمبيوتر الدقيق TI-99/4. وقد استخدم هذا النظام شرائط الصوت بشكل تدريجي لتخزين المعلومات، بالإضافة إلى وحدات ROM، المماثلة لوحدات الألعاب، وذلك للاحتفاظ ببرامج الألعاب. وبالإضافة إلى ذلك، قامت TI بطرح مُصدر صوت رقمي، استنادًا إلى شريحة خاصة بهم، للطراز TI-99/4 والذي يليه، الطراز 4A |
| ”                                                                            | لا يوجد سبب قد يدفع أي شخص لامتلاك كمبيوتر في منزله. | “ |
| —كين أولسين، مؤسس ورئيس ورئيس مجلس إدارة شركة Digital Equipment Corporation. |                                                      | |

## وصلات خارجية
- A Brief History of Computing, by Stephen White. An excellent computer history site; the present article is a modified version of his timeline, used with permission.